# Phaethontidae
Famille
Les Phaethontidae sont une famille d'oiseaux. Les trois espèces encore vivantes de cette famille sont nommées phaétons.

## Taxons subordonnés

### Taxons existants
D'après la classification de référence (version 5.2, 2015) du Congrès ornithologique international (ordre phylogénique) :
- genre Phaethon Linnaeus, 1758
  - Phaethon aethereus – Phaéton à bec rouge
  - Phaethon rubricauda – Phaéton à brins rouges
  - Phaethon lepturus – Phaéton à bec jaune

### Taxons fossiles
- genre † Heliadornis Olson, 1985
  - † Heliadornis ashbyi[1] Olson, 1985
  - † Heliadornis paratethydicus[2] Mlikovsky, 1997